# Johann Adam Christoph Schott
Johann Adam Christoph Schott (* 20. November 1805 in Frankfurt am Main; † 17. April 1860 in Frankfurt am Main) war ein Arzt und Politiker der Freien Stadt Frankfurt.
Johann Adam Christoph Schott besuchte das Gymnasium in Frankfurt und studierte danach an der Universität Heidelberg, insbesondere bei Friedrich Tiedemann. 1826 wurde er dort zum Dr. med. promoviert. Er war praktischer Arzt und Chirurg in Frankfurt am Main.
Am 25. Oktober 1848 wurde er in die Constituierende Versammlung der Freien Stadt Frankfurt gewählt.

## Werke
- Nosologisch-therapeutische Betrachtung dreier interessanter Krankheitsfälle, Frankfurt, 1827, Diss.
- Die Controverse über die Nerven des Nabelstrangs und seiner Gefässe einer sorgfältigen Kritik unterworfen, Frankfurt 1836
- Wildbad Sulzbrunn bei Kempten in Bayern nebst der neuesten von Freiherrn Dr. von Liebig vollzogenen authentischen Analyse seiner Jodquellen sowie der dadurch auf organischem Wege erzeugten Jodmilch und Jodmolke, Frankfurt, 1858